# Slavětín, Havlíčkův Brod
Slavětín là một làng thuộc huyện Havlíčkův Brod, vùng Vysočina, Cộng hòa Séc.